# 安山乡 (延寿县)
安山乡是中国黑龙江省哈尔滨市延寿县下辖的一个乡，位于县境中部。

## 历史沿革
1956年置安山乡，1958年改人民公社，1984年复乡。

## 行政区划
现辖：
安山村、适中村、腰排村、兴山村、金平村、兴福村、富星村、华炉村、集贤村、双合村、光明村和四合村。